# Cumbum (ort i Indien, Andhra Pradesh)
Cumbum är en ort i Indien.   Den ligger i distriktet Prakasam och delstaten Andhra Pradesh, i den södra delen av landet, 1 500 km söder om huvudstaden New Delhi. Cumbum ligger 195 meter över havet och antalet invånare är 22 653.
Terrängen runt Cumbum är platt österut, men västerut är den kuperad. Terrängen runt Cumbum sluttar österut. Runt Cumbum är det tätbefolkat, med 297 invånare per kvadratkilometer. Det finns inga andra samhällen i närheten. Omgivningarna runt Cumbum är en mosaik av jordbruksmark och naturlig växtlighet.